# Niederhöchstadt
Niederhöchstadt ist ein Stadtteil von Eschborn im Main-Taunus-Kreis in Hessen.

## Geografie
Früher lag das Dorf nur an einer Straße und seine Größe wurde noch „vom aane bis zum anere Kreuz“ angegeben. Am Anfang der Hauptstraße steht ein Kreuz ('aane') und am Ende Richtung Kronberg ein weiteres ('anere') Kreuz. Später wuchs das Dorf über den ehemaligen Kern hinaus. Der frühere Charakter ist heute trotzdem noch gut erkennbar.
Niederhöchstadt grenzt im Norden an Kronberg und Oberhöchstadt, im Osten an Steinbach (sämtlich Hochtaunuskreis), im Südosten an Eschborn, im Westen Schwalbach (Main-Taunus-Kreis).

## Geschichte
Im Juni 782 wurde (Nieder)höchstadt (Eichenstat) bekanntermaßen das erste Mal im Zusammenhang mit einer Schenkung an das Kloster Lorsch im sogenannten Lorscher Codex (Codex Laureshamensis) urkundlich erwähnt:

„Im Namen Gottes beabsichtigen wir, Sigebert und meine Frau Balduiz, eine Zuwendung an den heiligen Märtyrer (Nazarius). Sein Leib ruht im Lorscher Kloster, dessen leitender Abt der verehrungswürdige Helmerich ist. Die Übergabe erfolgt nach unserem Wunsch für immer und, wie wir ausdrücklich betonen, aus freien Stücken. Wir schenken in pago Nitachgowe (im Niddagau), in Aschenbrunnen (Eschborn w. Frankfurt/M.) und in Eichenstat (Höchstadt) drei Huben, eine Wiese mit einem Ertrag von 15 Fuder Heu, einen Wald und zwölf Leibeigene. In diesem Sinne erfolgt feierliches Handgelöbnis.

Geschehen im Lorscher Kloster am 12. Juni im 14. Jahr (782) des Königs Karl.“

Im gleichen Jahr im August lesen wir in einer anderen Urkunde von der Heichsteter marca, der Höchstädter Mark (Gemarkung).
Erst im Jahre 1048 wird unterschieden zwischen Hekestat inferiori (Niederhöchstadt) und Hekestat superiori (Oberhöchstadt). Im Jahr 1328 belehnte Kune von Falkenstein, Herr zu Münzenberg, den Ritter Hartmut von Kronberg mit dem Dorf Niederhöchstadt.
Am 17. August 1497 erhielt Ritter Johann (VII.) von Kronberg am Hofe in Worms aus der Hand des Königs und späteren Kaisers Maximilian I. die Verleihungsurkunde über ein Marktrecht für Niederhöchstadt. In der Urkunde versicherte der König alle Besucher des Marktes seines „Schutz und Schirmes“, außerdem gewährte er ihnen freies Geleit auf ihrer Reise zum Markt, ebenso auf der Rückreise. Mit 20 Mark in Gold solle derjenige bestraft werden, der die königlichen Gebote missachte und den Markt oder seine Besucher stört. Inwiefern der Markt stattgefunden hat, ist nicht überliefert.
Niederhöchstadt gehörte ursprünglich, wie z. B. Eschborn, zum Reichslehen Kronberg (Cronberg), vgl. Eschborn. Mit dem Tode des letzten Kronbergers fiel es als Teil dieses Lehens im Jahre 1704 an das Kurfürstentum Mainz.
Eine alte Wassermühle am Westerbach wird erstmals 1715 in den Akten erwähnt. Durch ein sog. Mühlbannrecht wurden die Bauern aus Niederhöchstadt und Schwalbach gezwungen, ihr Getreide ausschließlich in der Niederhöchstädter Mühle mahlen zu lassen. 1856 wurde dieses Mühlbannrecht aufgehoben und die Mühle stillgelegt. Es gab immer wieder Probleme mit dem niedrigen Wasserstand des Westerbachs, der die Funktion des Mühlenbetriebes beeinträchtigte. Heute steht diese Mühle nicht mehr, sie wurde abgerissen, um Platz für ein anderes Gebäude zu machen.
1803 ging Niederhöchstadt an Nassau-Usingen und gehörte zur Zeit des Herzogtums Nassau zum Amt Königstein. Nach der Annexion durch Preußen wurde es 1867 dem Obertaunuskreis und 1928 dem neugebildeten Main-Taunus-Kreis im Regierungsbezirk Wiesbaden zugeordnet.
Am 31. Dezember 1971 erfolgte im Zuge der Gebietsreform in Hessen die freiwillige Eingliederung der bis dahin selbständigen Gemeinde Niederhöchstadt in die Stadt Eschborn.
Ortsbezirke nach der Hessischen Gemeindeordnung wurden nicht errichtet.
Staats- und Verwaltungsgeschichte im Überblick
Die folgende Liste zeigt die Staaten, in denen Niederhöchstadt lag, und deren nachgeordnete Verwaltungseinheiten, denen es unterstand:
- Im Frühmittelalter Niddagau; Kronberger Mark
- 1581 Heiliges Römisches Reich, Kurmainz
- ab 1584: Heiliges Römisches Reich, Kurmainz, Kurmainzer Lehen unter Kronberger Herrschaft
- ab 1704: Heiliges Römisches Reich, Kurmainz, Amt Kronberg
- ab 1787: Heiliges Römisches Reich, Kurmainz, Unteres Erzstift, Amt Kronberg
- ab 1803: Heiliges Römisches Reich, Fürstentum Nassau-Usingen, Oberamt Höchst und Königstein, Amt Kronberg
- ab 1806: Herzogtum Nassau, Amt Kronberg
- ab 1815: Herzogtum Nassau, Amt Königstein
- ab 1849: Herzogtum Nassau, Kreisamt Höchst
- ab 1854: Herzogtum Nassau, Amt Königstein
- ab 1867: Königreich Preußen, Provinz Hessen-Nassau, Regierungsbezirk Wiesbaden, Obertaunuskreis
- ab 1871: Deutsches Reich, Königreich Preußen, Provinz Hessen-Nassau, Regierungsbezirk Wiesbaden, Obertaunuskreis
- ab 1919: Deutsches Reich, Hilfskreis Königstein in der französischen Besatzungszone
- ab 1928: Deutsches Reich, Freistaat Preußen, Provinz Hessen-Nassau, Regierungsbezirk Wiesbaden, Main-Taunus-Kreis
- ab 1944: Deutsches Reich, Freistaat Preußen, Provinz Nassau, Main-Taunus-Kreis
- ab 1945: Amerikanische Besatzungszone, Groß-Hessen, Regierungsbezirk Wiesbaden, Main-Taunus-Kreis
- ab 1946: Amerikanische Besatzungszone, Hessen, Regierungsbezirk Wiesbaden, Main-Taunus-Kreis
- ab 1949: Bundesrepublik Deutschland, Hessen, Regierungsbezirk Wiesbaden, Main-Taunus-Kreis
- ab 1968: Bundesrepublik Deutschland, Hessen, Regierungsbezirk Darmstadt, Main-Taunus-Kreis

## Bevölkerung

### Einwohnerstruktur 2011
Nach den Erhebungen des Zensus 2011 lebten am Stichtag dem 9. Mai 2011 in Niederhöchstadt 6942 Einwohner. Darunter waren 687 (9,9 %) Ausländer.
Nach dem Lebensalter waren 1266 Einwohner unter 18 Jahren, 2754 waren zwischen 18 und 49, 1431 zwischen 50 und 64 und 1491 Einwohner waren älter.
Die Einwohner lebten in 3222 Haushalten. Davon waren 1101 Singlehaushalte, 891 Paare ohne Kinder und 948 Paare mit Kindern, sowie 243 Alleinerziehende und 42 Wohngemeinschaften. In 693 Haushalten lebten ausschließlich Senioren/-innen und in 2175 Haushaltungen leben keine Senioren/-innen.

### Einwohnerentwicklung
Quelle: Historisches Ortslexikon
| • 1688: 0024 Familien  |
| • 1704: 0030 Haushalte |
| • 1765: 0037 Märker    |
| • 1771: 0038 Haushalte |

| Niederhöchstadt: Einwohnerzahlen von 1817 bis 2011 | Niederhöchstadt: Einwohnerzahlen von 1817 bis 2011 | Niederhöchstadt: Einwohnerzahlen von 1817 bis 2011 | Niederhöchstadt: Einwohnerzahlen von 1817 bis 2011 | Niederhöchstadt: Einwohnerzahlen von 1817 bis 2011 |
| --- | -------------------------------------------------- | -------------------------------------------------- | -------------------------------------------------- | -------------------------------------------------- |
| Jahr |                                                    |                                                    |                                                    | Einwohner                                          |
| 1817 | 1817                                               |                                                    | 239                                                | 239                                                |
| 1834 | 1834                                               |                                                    | 328                                                | 328                                                |
| 1840 | 1840                                               |                                                    | 258                                                | 258                                                |
| 1846 | 1846                                               |                                                    | 373                                                | 373                                                |
| 1852 | 1852                                               |                                                    | 396                                                | 396                                                |
| 1858 | 1858                                               |                                                    | 386                                                | 386                                                |
| 1864 | 1864                                               |                                                    | 437                                                | 437                                                |
| 1871 | 1871                                               |                                                    | 419                                                | 419                                                |
| 1875 | 1875                                               |                                                    | 456                                                | 456                                                |
| 1885 | 1885                                               |                                                    | 462                                                | 462                                                |
| 1895 | 1895                                               |                                                    | 502                                                | 502                                                |
| 1905 | 1905                                               |                                                    | 714                                                | 714                                                |
| 1910 | 1910                                               |                                                    | 861                                                | 861                                                |
| 1925 | 1925                                               |                                                    | 1.131                                              | 1.131                                              |
| 1939 | 1939                                               |                                                    | 1.393                                              | 1.393                                              |
| 1946 | 1946                                               |                                                    | 1.884                                              | 1.884                                              |
| 1950 | 1950                                               |                                                    | 2.052                                              | 2.052                                              |
| 1956 | 1956                                               |                                                    | 2.279                                              | 2.279                                              |
| 1961 | 1961                                               |                                                    | 2.832                                              | 2.832                                              |
| 1967 | 1967                                               |                                                    | 3.634                                              | 3.634                                              |
| 1970 | 1970                                               |                                                    | 4.393                                              | 4.393                                              |
| 1980 | 1980                                               |                                                    | ?                                                  | ?                                                  |
| 1987 | 1987                                               |                                                    | 6.548                                              | 6.548                                              |
| 2000 | 2000                                               |                                                    | ?                                                  | ?                                                  |
| 2011 | 2011                                               |                                                    | 6.942                                              | 6.942                                              |
| Datenquelle: Historisches Gemeindeverzeichnis für Hessen: Die Bevölkerung der Gemeinden 1834 bis 1967. Wiesbaden: Hessisches Statistisches Landesamt, 1968. Weitere Quellen: LAGIS; Zensus 2011 |                                                    |                                                    |                                                    |                                                    |

### Religion
Die Kirche Sankt Nikolaus ist seit 1447 nachweisbar (heutiger Bau von 1952); sie ist heute katholische Pfarrkirche. Konfessionell war Niederhöchstadt – nach mehrfachen Konfessionswechseln in der Reformations- und Nachreformationszeit – anders als die Nachbarorte Kronberg und Eschborn überwiegend katholisch; dies änderte sich erst durch die Zuzüge von Heimatvertriebenen und Pendlern nach dem Zweiten Weltkrieg.
Eine evangelische Kirche wurde erstmals um 1980 errichtet. Die Andreasgemeinde Niederhöchstadt praktiziert einen modernen Gottesdienst und veranstaltet regelmäßig größere Gottesdienste auch außerhalb der eigenen Einrichtung.
Historische Religionszugehörigkeit
 Quelle: Historisches Ortslexikon
| • 1885: | 0022 evangelische (= 4,76 %), 440 katholische (= 95,24 %) Einwohner   |
| • 1961: | 1236 evangelische (= 43,64 %), 1437 katholische (= 50,74 %) Einwohner |

## Politik
Bis zur Eingliederung in die Stadt Eschborn Ende 1971 wurde die kommunale Selbstverwaltung der Gemeinde Niederhöchstadt durch die von den Bürgern direkt gewählte Gemeindevertretung einerseits und den Gemeindevorstand unter dem Vorsitz des Bürgermeisters andererseits wahrgenommen. Nach der Eingliederung wurde für den Ortsteil Niederhöchstadt davon abgesehen, einen Ortsbezirk mit Ortsbeirat und Ortsvorsteher zu bilden.

### Bürgermeister bis 1971
Von 1945 bis 1973 wurde die Gemeindeverwaltung von folgenden Bürgermeistern geleitet:
| Amtszeit  | Name           |
| --------- | -------------- |
| 1966–1971 | Heinz Henrich  |
| 1964–1966 | Helmut Neumann |
| 1942–1964 | Wilhelm Bauer  |

### Wappen
Im November 1950 wurde der Gemeinde Niederhöchstadt durch das Hessische Staatsministerium das Recht zur Führung eines Wappens verliehen.

## Kultur und Sehenswürdigkeiten

### Skulpturenpark
Seit 2010 besteht in Niederhöchstadt ein Skulpturenpark, der unter anderem seit 2011 drei Bronzeskulpturen von Dietrich Klinge enthält.

### Vereine
In Niederhöchstadt gibt es ein reges Vereinsleben, zu nennen sind u. a.
- Tura 1893 e. V. Niederhöchstadt[9]
- twe – tennis westerbach eschborn e. V.[10]
- TC Grün-Weiss Eschborn-Niederhöchstadt[11]
- Kleingartenverein Niederhöchstadt e. V.[12]
- Kappen-Club-Niederhöchstadt e. V.[13]

## Wirtschaft und Infrastruktur
- Im Gegensatz zur Kernstadt Eschborn, welche durch viele Bürohäuser und Gewerbebetriebe auffällt, trägt Niederhöchstadt noch einen mehr dörflichen Charakter und ist Wohnort von Pendlern, die im Rhein-Main-Gebiet arbeiten. Die weitaus meisten Einwohner leben in Ein- oder Zweifamilienhäusern.
- Relativ bedeutend ist der Anbau und das Keltern von Apfelwein.
- In Niederhöchstadt gibt es kein Rathaus, sondern nur eine Verwaltungsstelle des Rathauses der Stadt Eschborn. Das ehemalige Bürgermeisteramt wurde in den 2000er Jahren abgerissen und durch ein privates Gebäude ersetzt.
- Obwohl Niederhöchstadt ein Stadtteil von Eschborn ist, hat es eine selbstständige Freiwillige Feuerwehr.[14]
- Es findet sich ein großes Sportgelände, die Westerbachsportanlage, mit mehreren Fußballfeldern, Sporthallen und Trainingsmöglichkeiten in Niederhöchstadt.

### Verkehr
Durch die zentrale Lage zwischen Frankfurt am Main-Rödelheim und Kronberg bekam Niederhöchstadt mit der im Jahre 1873 mit dem Bau begonnenen Kronberger Bahn ab dem 1. November 1874 einen eigenen Bahnhof für den Personenverkehr. Ab dem 1. Februar 1875 kam der Güterverkehr noch hinzu.
Seit 1978 ist Niederhöchstadt, ebenso wie Eschborn, an die S-Bahnlinien des Rhein-Main-Verkehrsverbundes von Darmstadt–Frankfurt–Kronberg (S 4) bzw. Darmstadt–Frankfurt–Bad Soden (S 3) angeschlossen. Weiterhin bestehen Busverbindungen nach Oberursel und Hofheim am Taunus.
Der Straßenverkehr zog sich noch bis in die 1960er Jahre durch die schmale Hauptstraße (mit einem beschrankten Bahnübergang) zwischen Eschborn und Kronberg, bis eine Umgehungsstraße in den Jahren 1968/69 (L 3005), von Frankfurt-Rödelheim nach Kronberg, Entlastung brachte. Diese Straße trennte allerdings einen kleinen westlichen Teil des Ortes (auf der Schwalbacher Seite) vom Rest und musste deshalb durch eine Straßenunterführung und – am  S-Bahn Haltepunkt (Niederhöchstadt) – eine Fuß- und Radwegunterführung miteinander verbunden werden.

### Bildung
Bis in die 1960er Jahre waren die Grundschüler in provisorischen Baracken, sog. Nissenhütten, untergebracht, bis dann die neue Westerbachgrundschule gebaut wurde. Sie ist die einzige Schule im Stadtteil. Es gibt zwei städtische Kindergärten und private Kindertagskrippen.
Seit 1970 ist die Musikschule Taunus e. V. präsent, die in dem ehemaligen Polizeirevier der Gemeinde untergebracht ist. Derzeit gibt es Überlegungen, ein neues Gebäude für die Musikschule am Ortsausgang Richtung Kronberg zu errichten.